# Katsugeki/Touken Ranbu
Katsugeki/Touken Ranbu (活撃 刀剣乱舞) ist ein auf dem Videospiel Touken Ranbu basierende Anime-Fernsehserie aus dem Jahr 2017. Produziert wurde er vom Studio Ufotable unter der Regie von Toshiyuki Shirai. Nach Abschluss des Animes wurde ein Filmprojekt angekündigt. Außerdem wird seit dem 4. Juli 2017 ein Manga im Jump Square Magazin veröffentlicht.

## Handlung
Im Jahre 1863 ist Japan in zwei sich bekriegende Fraktionen aufgeteilt. Izuminokami Kanesada ist ein Tōken danshi (刀剣男士, „Schwertjunge“ oder „Schwertkrieger“), eine historische japanische Klinge, welches durch die Saniwa (審神者) zu einem Mann materialisiert wurde. Zusammen mit Horikawa Kunihiro verfolgen sie die Jikan sokōgun (時間遡行軍, „Zeitumkehr-Armee“), welche mit einem mysteriösen Artefakt den Verlauf der Geschichte verändern wollen.

## Produktion und Veröffentlichung
Der Anime entstand beim Studio Ufotable unter der Regie von Toshiyuki Shirai. die künstlerische Leitung lag bei Koji Eto und die Musik komponierte Hideyuki Fukasawa. Das Vorspannlied ist Hikari Dantsu Ame (ヒカリ断ツ雨) von Sōma Saitō und der Abspann ist unterlegt mit Hyakka Ryōran (百火撩乱) von Kalafina.
Die Serie wurde vom 1. Juli bis 23. September 2017 bei Tokyo MX, BS11, GTV, GYT, MBS, AT-X, OX, KSS und EBC in Japan ausgestrahlt. Diverse Plattformen zeigten online eine englisch untertitelte Fassung, Wakanim auch eine französische und VVVVID eine italienische. Während in Amerika die Lizenzierung durch Aniplex of America läuft, ist der Anime in Deutschland über KSM Anime auf DVD erhältlich.

## Synchronisation
| Charakter              | Japanisch           | Deutsch           |
| ---------------------- | ------------------- | ----------------- |
| Izuminokami Kanesada   | Ryōhei Kimura       | Nicolas König     |
| Mutsunokami Yoshiyuki  | Kento Hama          | Patrick Bach      |
| Horikawa Kunihiro      | Junya Enoki         | Alexander Merbeth |
| Yagen Tōshirō          | Seiichirō Yamashita | Janek Schächter   |
| Tonbokiri              | Tooru Sakurai       | Daniel Welbat     |
| Tsurumaru Kuninaga     | Sōma Saitō          | Lukas T. Sperber  |
| Saniwa                 | Junko Minagawa      | Robert Knorr      |
| Konnosuke              | Takuma Nagatsuka    | Tim Kreuer        |
| Yamanbagiri Kunihiro   | Tomoaki Maeno       | Patrick Stamme    |
| Honebami Toushirou     | Yuto Suzuki         | Felix Strüven     |
| Mikazuki Munechika     | Kōsuke Toriumi      | Rasmus Borowski   |
| Higekiri               | Natsuki Hanae       | Marek Harloff     |
| Hizamaru               | Nobuhiko Okamoto    | David Berton      |
| Oodenta Mitsuyo        | Daisuke Namikawa    | Robert Kotulla    |
| Kogitsunemaru          | Takashi Kondō       |                   |
| Shokudaikiri Mitsutada | Takuya Satō         |                   |
| Ookurikara             | Makoto Furukawa     |                   |
| Sakamoto Ryōma         | Daisuke Ono         | Tim Grobe         |
| Hijikata Toshizō       | Tetsu Inada         | Kai Henrik Möller |
| Ichimura Tetsunosuke   | Haruki Ishiya       | Johannes Klaußner |

## Episoden
| Folge | Originaltitel                          | Erstausstrahlung   |
| ----- | -------------------------------------- | ------------------ |
| 1     | Shutsujin (出陣)                       | 1. Juli 2019       |
| 2     | Butai chō (部隊長)                     | 8. Juli 2019       |
| 3     | Aruji no Inochi (主の命)               | 15. Juli 2019      |
| 4     | Mamori takatta mono (守りたかったもの) | 22. Juli 2019      |
| 5     | Sen-ka (戦火)                          | 29. Juli 2019      |
| 6     | Honmaru (本丸)                         | 5. August 2019     |
| 7     | Dai ichi butai (第一部隊)              | 12. August 2019    |
| 8     | Rekishi o mamoru (歴史を守る)          | 19. August 2019    |
| 9     | Moto no Aruji (元の主)                 | 26. August 2019    |
| 10    | Chūgi no Mukau saki (忠義の向かう先)   | 2. September 2019  |
| 11    | Tetsu no Okite (鉄の掟)                | 9. September 2019  |
| 12    | Hakokan sensō (箱館戦争)               | 16. September 2019 |
| 13    | Katsugeki (活撃)                       | 23. September 2019 |